# 구글
구글(영어: Google LLC)은 구글 검색을 중심으로 스마트폰 운영체제인 안드로이드와 유튜브 사업, 클라우드 사업을 하는 미국의 기업이다. 다양한 구글 서비스들(메일, 크롬, 지도, 어스, 포토 등)과 함께 '전 세계의 모든 정보들을 체계화하여 모든 사용자가 유익하게 사용할 수 있도록 한다'라는 사명을 가지고 사업을 하고 있다. 인터넷을 사용하여 정보를 공유하는 산업의 가장 큰 기업이며 세계에서 가장 많은 데이터센터, 통신 네트워크와 함께 매일 수십억 명의 사람들에게 수백억 번의 서비스를 제공하고 있다. 2022년 7월 현재 전 세계 검색엔진, 검색량의 90% 이상의 점유율을 가지고 있다.

## 역사

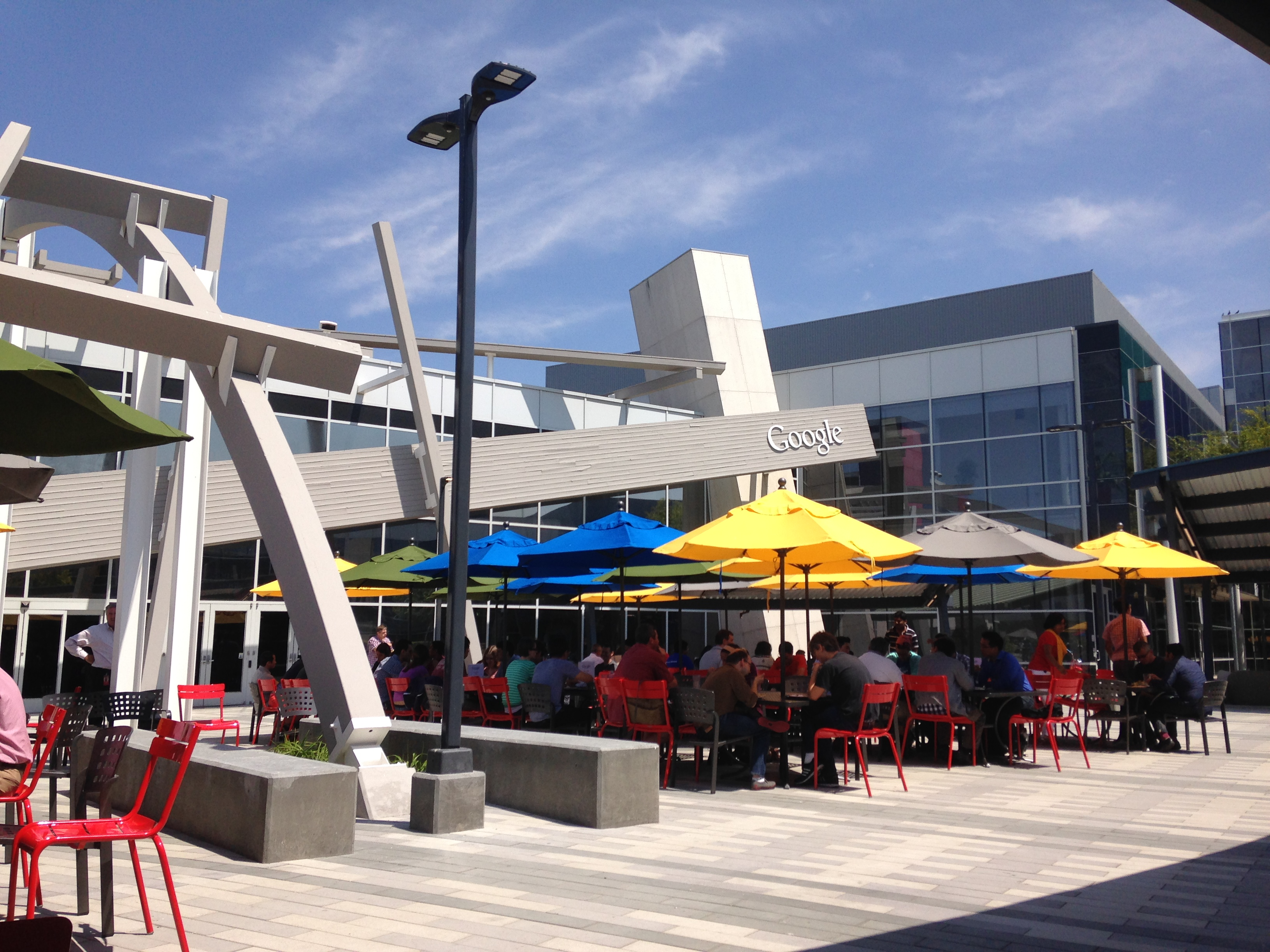
구글 플렉스

1998년에 스탠포드 대학교 학생들을 대상으로 하여 백럽(BackRub)이라는 이름으로 검색 서비스를 시작하였다. 이후 구글(Google)로 이름을 변경하였는데, 이는 회사 설립 문서 종이에 회사 이름을 10100을 뜻하는 구골(Googol)의 철자를 몰라 실수로 Google인 구글로 써서 이렇게 구글이 탄생하게 되었다. 10을 100번 곱한 숫자, 1 뒤에 0이 100개인 수를 의미하는 이 단어는 세계의 모든 정보를 모아 검색엔진을 만들겠다는 래리와 세르게이의 뜻으로 탄생한 이름이다.
구글은 세계 최대의 검색엔진으로 현재 나스닥에 상장된 기업이다. 특히 영미권에서는 독보적인 점유율을 보인다.
2006년, 구글은 YouTube라는 세계 최대의 동영상 공유 및 스트리밍 사이트를 인수합병했다. 같은 해 11월, 유튜브의 하루 방문자는 2,500만 명으로 추정되었다. 2007년, google은 최고의 디지털 마케팅 회사인 더블클릭을 인수했고, 같은해 더블클릭은 하루 170,000개의 광고를 집행했다. 그리하여 구글은 2008년, 증권거래위원회에 보낸 공개문서에서 구글은 "우리는 기술회사로 시작해서 Software, 기술, Internet, advertisement, Media 회사가 모두 하나로 합해진 기업으로 진화했다" 고 말했다. 230억 달러에 달하는 미국 온라인 광고 시장과 540억 달러에 달하는 전 세계 Online advertisement 시장의 40%를 독식했다.
구글은 PDF, 포스트스크립트, Micro software, 어도비 플래시 문서들을 포함한 Web 문서 검색 Service를 제공한다. 이 외에 google 이미지 검색, Google news KOREA, 구글 뉴스그룹 보관됨 2005-01-22 - 웨이백 머신, 구글 웹 디렉토리, 구글 비디오, Froogle 서비스에서 이름이 변경된 상품 검색, 구글 맵, 구글 어스 등의 주요 검색 서비스가 있다.
또한 검색 서비스 외에 추가적인 서비스들을 제공하는데 이에는 2004년 시작된 이메일 서비스인 Gmail 과 YouTube, 피카사, Google 사전, Google 리더, iGoogle, 기업 사용자를 위해서 각종 웹 애플리케이션을 제공하는 구글 앱스  등이 있다.
2010년 세계 포털 사이트에 야후(Yahoo)로 제쳤고, 구글에 앞질렀다.
2011년, 모토로라 인코퍼레이티드는 휴대전화사업과 본사의 사업부분이 불안정적으로 운영됨에 대한 걱정과 사업부 실적의 부진으로 인해 사업부가 모토로라 인코퍼레이티드의 자회사로 분리하기로 결정하였다.
2011년 모토로라는 더 발전적이고 공격적인 사업을 위해 새로운 모기업을 찾게 되고, 대상기업이 된 구글은 인수할 때 각 주당 63%의 경영권 프리미엄을 얹어 총 125억 달러(당시 한화 약 13조5천125억 원)에 인수하기로 하였다. 구글의 인수에도 불구하고, 모토로라는 여전히 기존 장치의 안드로이드 버전 업그레이드 서비스와 신제품을 출시하기 위해 노력하고 있다.
2014년, 구글은 모토로라의 분리된 사업부 중 '스마트폰 제조분야'를 매각하기로 결정하였고, 레노버에게 총 29억 1천만 달러(당시 한화 약 3조100억 원)를 매각하기로 결정하였다.
닌텐도와 구글이 콜라보로 슈퍼마리오 런을 개발했다.

### 크롤링
구글봇이라는 이름의 웹 크롤러는 사용자가 검색하기 전에 수천억 개에 달하는 웹페이지에서 정보를 모아 이를 검색 색인에 정리한다.
웹 크롤러(web crawler)는 조직적, 자동화된 방법으로 월드 와이드 웹을 탐색하는 컴퓨터 프로그램이다. 크롤러는 과거 크롤링으로 만들어진 웹 주소 목록과 웹사이트 소유자가 제공한 사이트맵에서 크롤링을 시작한다. 웹사이트를 방문한 크롤러는 사이트에 있는 링크를 사용하여 다른 Page를 찾는다. Crawling하는 동안 새로운 사이트, 기존 사이트의 변경사항, 깨진 링크를 주의 깊게 살핀다. 크롤링할 사이트, 크롤링 횟수 및 각 사이트에서 가져올 페이지 수는 컴퓨터 프로그램이 결정한다. 검색 엔진과 같은 여러 사이트에서는 데이터의 최신 상태 유지를 위해 웹 크롤링한다. 웹 크롤러는 대체로 방문한 사이트의 모든 페이지의 복사본을 생성하는 데 사용되며, 검색 엔진은 이렇게 생성된 페이지를 보다 빠른 검색을 위해 인덱싱한다. 또한 크롤러는 링크 체크나 HTML 코드 검증과 같은 웹 사이트의 자동 유지 관리 작업을 위해 사용되기도 하며, 자동 이메일 수집과 같은 웹 페이지의 특정 형태의 정보를 수집하는 데도 사용된다.
웹 크롤러는 봇이나 소프트웨어 에이전트의 한 형태이다. 웹 크롤러는 대개 시드(seeds)라고 불리는 URL 리스트에서부터 시작하는데, 페이지의 모든 하이퍼링크를 인식하여 URL 리스트를 갱신한다. 갱신된 URL 리스트는 재귀적으로 다시 방문한다.

### 검색 알고리즘
사용자에게 수십억 개의 웹페이지가 아닌 질문에 대한 답을 제공하기 위해, 구글의 검색 알고리즘은 크게 여섯 가지 방법을 활용한다. 검색어의 의미를 이해하기 위해 단어 분석하기, 검색어와 일치하는 정보가 포함된 웹페이지 검색하기, 페이지의 유용성을 평가하여 순위 매기기, 사용자의 위치나 이전 검색 기록과 같은 맥락을 고려하여 사용자에게 알맞은 검색 결과 제공하기, 검색 결과가 사용자의 검색 유형에 유용한지 고려하여 최상의 결과를 제공한다.

## 광고
구글은 광고주에게 구글 애즈 프로그램을 제공한다. 이 프로그램을 통해 입찰함으로써 검색 결과 옆에 뜨는 텍스트 광고를 구매할 수 있다. 희소성이 높은 키워드는 클릭당 광고비가 더 비싸게 책정된다.
애드센스를 통해서 광고를 하고 싶어하는 회사와 관련 사이트를 연결하는 역할을 한다. 애드워즈와 유사한 자동화 프로그램을 통해 둘을 연결해 준다.
구글은 클릭당 지불 데이터를 가지고 해당 광고를 클릭할 때만 비용을 내도록 한다.
구글 애널리틱스(Google Analytics)는 광고주에게 해당 광고의 효과를 즉시 확인 할 수 있는 무료 툴을 제공한다. 이 프로그램은 매시간 클릭수와 판매량, 해당 키워드의 트래픽, 클릭이 판매로 이어진 비율 등 광고 효과를 즉각 확인 할 수 있게 해준다.
미디어 업체로 하여금 광고 판매에 들어가는 비용을 줄임으로써 롱테일(long tail)이라는 형태로 변화하도록 한다. 그렇게 한다면 기존에는 광고를 잘 하지 않던 이들까지도 타킷팅이 잘 된 저렴한 광고를 구매하도록 끌어들일 수 있다는 것이다.
구글은 사용자들에게 신문이나 책, 잡지를 자유롭게 검색하도록 권장한다. 해당 발행물들 역시 검색 트래픽을 활용해서 무료로 자신들을 홍보하고 광고를 판매해 수익을 창출한다. TV 방송사나 영화사들은 유튜브를 홍보 채널 겸 온라인 배급시스템으로 활용하도록 권장한다. 광고주들에게는 구글이 2007년에 인수한 디지털 광고 서비스 업체 더블클릭(Doubleclick)을 통해 온라인 광고를 하도록 권한다.
구글의 수입은 2004년 32억 달러이던 것이 2007년에는 166억 달러로 뛰었다. 세계적 불황을 비웃기라도 하듯, 구글은 2008년에 42억 달러의 수익을 거두었고 매출은 218억 달러로 상승했다. 그리고 그 가운데 97%가 광고 수입이었다.
2008년, 구글의 광고 수입은 5개 방송사(CBS, NBC, ABC, FOX, CW)의 광고 수입을 합한 것에 맞먹었다. 2011년에 이르면 미국 내 웹 광고는 600억 달러(전체 13%)에 달할 것으로 전망된다. 게다가 구글은 TV, 라디오, 신문에 광고를 판매함으로써 시장점유율을 가일층 확대할 사업구상을 이미 개시했다.
사용자가 텍스트 광고를 클릭할 때만 광고료를 부과해서 광고주들 중에서 우군을 확보했고, 무료이자 2009년 초반까지 광고가 붙지 않았던 구글 뉴스로 뉴스독자들 중에서 우군을 확보했으며, 광고 수익과 신규 고객을 발생시켜 줌으로써 웹사이트와 소규모 사업자들 중에서 우군을 확보했다. 구글은 두 번째 경매 프로그램 애드센스 때부터 수입의 20%만 자기 주머니에 넣고 나머지는 웹사이트들에게 돌려 주었다. 2008년에 구글은 총 50억 달러가 넘는 돈을 수십만에 달하는 '파트너들'에게 제공했다.

## 제품
Gmail, 구글 뉴스, 구글 어스, 구글 맵스, 구글 비디오, 구글 번역, 피카사(Picasa-디지털 사진 공유), 구글 클래스룸, 구글 북스(발행된 모든 책 검색), 구글 트렌드 (검색량 통계 제공), 오컷(Orkut-인맥, 친목 사이트), 여기에 데스크톱(Desktop)이나 문서도구(Docs), 구글 플레이같은 '클라우드 컴퓨팅(cloud computing)' 응용 프로그램까지 제공한다.
구글에서 사용하는 컴퓨터는 보통 PC들로 구성된 컴퓨터 클러스터들인데, 이 클러스터들은 일을 병렬적으로 처리하여 방대한 양의 데이터베이스를 처리한다. 특히 여러 대의 PC를 운영하면서 계속적인 데이터베이스를 처리하기 위해 한 컴퓨터에 오류가 났을 경우 그 컴퓨터는 꺼지고, 다른 컴퓨터가 일을 계속 처리하도록 한다. 구글은 이러한 방식이 거대하고 컴퓨터(서버)를 대신하는 대안이 될 수 있음을 증명했고 이러한 방식을 지금도 사용하고 있다.
최근에는 인공지능 사업에도 투자를 하여 알파고나 무인자동차의 영역에서 활발히 활동하고 있다.

## 구글의 문화
구글의 철학은 "You can make money without doing evil."(악해지지 않고도 돈을 벌 수 있다.)와, "You can be serious without a suit."(정장 없이도 진지해질 수 있다) 그리고 "Work should be challenging and the challenge should be fun."(일은 도전이어야 하고 도전은 재미가 있어야 한다)이다. 'Don't Be Evil' (나쁜 짓을 하지 말자)이라는 철학에도 불구하고 오랜 기간 사용자 컴퓨터 내에 살아 있는 쿠키에 대한 비난으로, 미국의 인권단체 'Public Information Research'에 의해, 구글은 빅브라더 상(Big Brother Awards)의 후보가 되기도 했다.
구글은 형식을 따지지 않는 자유롭고 재미있는 기업 문화로 잘 알려져 있다. 2007, 2008 구글은 가장 일하기 좋은 장소로 뽑혔다.
구글 엔지니어들은 '직감'으로 결정을 내리지 않는다. 인간관계나 판단력 같은 것은 정량화 할 수 없기 때문이다. 그들은 경험보다는 효율을 중시한다. 그들은 사실과 베타 테스트와 수학적 논리를 추구한다.
구글은 지구 온난화 문제에도 관심을 보인다. 구글은 사옥 지붕에 미국 기업 캠퍼스 가운데 가장 큰 태양광 패널을 설치하여 1천 가구에 전력을 공급할 만한 전기를 생산한다. 외부 주차장에 태양발전소를 두어 하이브리드 자동차를 충전할 수 있게 했고, 연비가 좋은 하이브리드 자동차를 구매하는 직원에게는 장려금 (처음에는 5천 달러, 현재는 3천 달러)을 제공한다. 구글은 수익의 1%를 때어내 자선사업 부문인 구글 파운데이션에 보낸다. 넓은 캠퍼스 부지 내에서의 건물 간 이동을 위해 신청에 의해 차량을 제공하기도 하지만, 온실가스 배출을 최소화하고 직원들의 건강에도 이바지하기 위해 구글이 제공하는 자전거가 도처에 배치되어 있다.

구글이 1999년 8월 처음 구글플렉스로 이주했을 때, 거기에는 '직원들이 내부 일에만 집중하게 하겠다'는 결의가 반영되어 있었다. 구글플렉스에는 2~3층짜리 나지막한 건물이 모여있고, 건물 밖에는 야외테이블과 벤치, 울창한 나무들, 채소 정원, 사람과 자전거로 활기 넘치는 산책로가 있다. 직원들은 무료 식사와 다과를 즐기고 (매년 구글은 여기에만 7천만 달러 정도를 쓴다), 트레이너가 대기하는 체육관과 마사지실이 붙어 있는 건물들 사이로 이동할 자전거를 지급받는다. 직원들은 커다란 카페테리아 탁자에서 식사하고, 당구대와 에스프레소 기계가 있는 라운지에서 쉰다. 세차나 오일 교환 때문에 캠퍼스를 떠날 필요도 없다. 목요일이면 검진 차량이 찾아오고 뿐만 아니라 이발사, 세탁업자, 보모, 애완동물 도우미, 치과의사, 그리고 무료 검진 담당의도 5명이나 있다. 편안한 좌석에 무선인터넷이 완비된 바이오 디젤 통근 버스가 직원들을 멀게는 샌프란시스코까지 늦은 밤까지 실어 나른다. 노트북 컴퓨터도 살 필요가 없다. 그저 마음에 드는 모델을 고르기만 하면 된다. 여성은 출산 휴가를 5개월간 유급으로 낼 수 있고, 신생아 아빠는 마찬가지로 유급으로 7주 휴가를 낼 수 있다.

### "20%" 시간
모든 구글 엔지니어들은 업무 시간중 20%(주 5일 근무 기준으로 일주일중 하루)를 그들이 흥미로워하는 프로젝트에 사용하도록 권장된다. 몇몇 구글의 새로운 서비스들, 예를 들어 Gmail, 구글 뉴스, Orkut, AdSense는 이러한 직원들의 독립적인 프로젝트들에 의해서 시작되었다. 구글의 검색 제품 및 고객 경험 파트의 부사장인 매리싸 마이어는 스탠퍼드 대학에서의 연설에서 새로 론칭되는 서비스의 50%가 이러한 20% 시간을 통해 시작되었다고 말한 바 있다.

### 기업모토 "Don't be evil"
간단히 요약하면 돈을 벌때 나쁜일이 아닌 좋은 일을 통해 돈을 벌자는 의미이다.

## 구글 코리아
구글 코리아(영어: Google Korea)는 2003년 3월부터 한국 시장에 진출하기 시작했다. 2005년에 한국 진출을 선언하였고 2006년에 설립한 기업이다.

## 비판

### 고객센터의 부재
구글은 한국의 포털사이트인 다음, 네이버와 다르게 고객센터를 두고 있지 않다. 따라서, 구글직원과 직접 연락하는 방법은 없다. 그러나 포럼을 통하여 google employee와 의견 공유가 가능하다.

### 개인정보 유출
블로그, 카페, 웹페이지에서 적었던 글은 구글로봇이 수집하여 보관한다. 이를 삭제하려면 웹마스터도구를 이용해야 하는데, 구글의 삭제조건에 들지 않으면 삭제되지 않는다. 하지만 최근 유럽연합에서 잊힐수 있는 권리에 대해서 인정함에 따라, 이에 맞추어 구글도 지울 수 있도록 구글로봇을 수정하고 있다.

### 블로그 검색
블로그 검색을 통해 블로거의 글을 검색할 수 있다. 다만, 블로그를 폐쇄했어도 자신이 작성했던 글에 대해선 계속 검색이 되어 삭제할 방법이 없다. 설사 웹마스터를 통해 삭제를 했어도 블로그 검색에 있던 글은 영구적으로 삭제가 불가능하며, 글을 재발행하는 방법밖엔 없다.

### 아동성착취물 오인 계정 정지
2021년 2월 미국 샌프란시스코에서 소프트웨어 엔지니어로 일하던 40대 남성 마크의 구글 드라이브 속 아들의 성기 사진을 아동성착취물로 오인해 마크의 계정을 정지하였다.

### 정보통신망 이용촉진 및 정보보호 등에 관한 법률 위반
2014년 3월 20일, 구글 메인페이지에 이와 관련한 내용이 게시되었다. 이에 따르면 구글은 2009년 10월 5일부터 2010년 5월 10일까지 스트리트 뷰 서비스와 관련하여 사용자의 동의 없이 개인정보를 수집하였다고 한다. 이는 정보통신망 이용촉진 및 정보보호 등에 관한 법률을 위반한 것으로 방송통신위원회로부터 시정명령을 받았다.

### 나치의 학살 행위인홀로코스트희화화 논란
한국어판 구글 어시스턴트에서 재밌는 얘기를 해달라고 하자 나치의 만행인 홀로코스트를 재밌는 이야기랍시고 유머로서 소비하여 국내에서 논란이 일기도 했다. 이에 분노한 네티즌들은 한국어 어시스턴트를 설계한 담당자를 즉시 구글로부터 해고하라는 등의 분노를 표출했으며, 트위터나 여러 SNS에선 구글 어시스턴트 삭제 인증을 하거나 아예 사용도 안 했으며, 더 나아가 아예 안드로이드 스마트폰을 사용하지 말고 아이폰을 쓰자며 불매운동까지 벌였다. 결국 이 사건은 독일을 비롯한 해외에도 퍼졌으며 당장 시정하고 사과할 것을 구글에 요구했다. 현재 문제가 되는 회화는 어시스턴트에서 지워졌으나 이에 대한 해명은 하지 않았다.

### 한강북한 표기 논란
한강을 검색하면 북한의 강으로 표기되어 논란이 일었다.

## 구글 계정 연령 조건

### 구글 계정 나이 요구 사항
구글에 가입하려면 대부분의 국가에서는 13세 이상이어야 한다. 다만 대한민국, 스페인에서는 14세 이상, 베트남에서는 15세 이상, 네덜란드에서는 16세 이상 가입할 수 있다.
만약 위 나이 미만인 경우는 부모님의 감독을 받아야 가입 할 수 있다.

### 제품별 연령 요구 사항
일부 구글 서비스는 특정 연령 요건이 있다.
- 유튜브: 동영상이 연령 제한되는 경우 경고 메시지가 표시되고 19세 이상 사용자는 그것을 볼 수 있다.[12]
- 구글 페이 센드(Google Pay Send): 19세 이상
- 구글 애드센스(Google AdSense): 19세 이상
- 구글 애즈(Google Ads): 19세 이상

## 같이 보기
- 구글의 제품 목록
- 구글 검색
- 구글 체크아웃
- 구글 크롬
- 구글 번역
- elgooG
- 울프럼 알파
- 안드로이드
- 유튜브
- 모토로라 모빌리티
- 구글 페이